# Кенді Рейнолдс
Кенді Рейнолдс (англ. Candy Reynolds, нар. 24 березня 1955) — колишня професійна американська тенісистка.
Перемогла (разом із Розалін Феербенк) у парному розряді Відкритого чемпіонату Франції у 1983 році.
Найвищу одиночну позицію світового рейтингу — 50 місце досягнула 23 травня 1983, парну — 24 місце — 21 грудня 1986 року.

## Фінали турнірів WTA

### Парний розряд: 49 (26–23)
| Легенда           |   |
| Grand Slam        | 1 |
| WTA Championships | 0 |
| Tier I            | 0 |
| Tier II           | 0 |
| Tier III          | 1 |
| Tier IV & V       | 0 |

| Титули за покриттям |    |
| Тверде              | 11 |
| Ґрунт               | 6  |
| Трава               | 1  |
| Килим               | 8  |

| Результат | Ранг | Дата              | Турнір                                     | Покриття   | Партнер             | Опоненти                                    | Рахунок       |
| --------- | ---- | ----------------- | ------------------------------------------ | ---------- | ------------------- | ------------------------------------------- | ------------- |
| Поразка   | 1.   | 13 квітня 1980    | Гілтон-Гед-Айленд (Південна Кароліна), USA | Ґрунт      | Пола Сміт           | Кеті Джордан Енн Сміт                       | 2–6, 1–6      |
| Перемога  | 1.   | 24 серпня 1980    | Mahwah, New Jersey, USA                    | Тверде     | Мартіна Навратілова | Пем Шрайвер Бетті Стеве                     | 4–6, 6–3, 6–1 |
| Перемога  | 2.   | 5 жовтня 1980     | US Indoors                                 | Килим (i)  | Енн Кійомура        | Пола Сміт Енн Сміт                          | 6–3, 4–6, 6–1 |
| Поразка   | 2.   | 17 жовтня 1980    | Фінікс, USA                                | Тверде     | Енн Кійомура        | Пем Шрайвер Пола Сміт                       | 0–6, 4–6      |
| Поразка   | 3.   | 19 жовтня 1980    | Дірфілд-Біч, USA                           | Тверде     | Мартіна Навратілова | Андреа Єйгер Регіна Маршикова               | 6–1, 1–6, 2–6 |
| Перемога  | 3.   | 16 листопада 1980 | Тампа, USA                                 | Тверде     | Розмарі Касалс      | Пола Сміт Енн Сміт                          | 7–6, 7–5      |
| Поразка   | 4.   | 30 листопада 1980 | Відкритий чемпіонат Австралії з тенісу     | Трава      | Енн Кійомура        | Бетсі Нагелсен Мартіна Навратілова          | 4–6, 4–6      |
| Поразка   | 5.   | 14 грудня 1980    | Landover, Maryland, USA                    | Килим (i)  | Пола Сміт           | Розмарі Касалс Венді Тернбулл               | 3–6, 6–4, 6–7 |
| Перемога  | 4.   | 10 травня 1981    | Перуджа, Італія                            | Ґрунт      | Пола Сміт           | Кріс Еверт Вірджинія Рузіч                  | 7–5, 6–1      |
| Поразка   | 6.   | 17 травня 1981    | Лугано, Швейцарія                          | Ґрунт      | Пола Сміт           | Розалін Феербенк Таня Гартфорд              | 6–2, 1–6, 4–6 |
| Поразка   | 7.   | 7 червня 1981     | Відкритий чемпіонат Франції з тенісу       | Ґрунт      | Пола Сміт           | Розалін Феербенк Tanya Harford              | 1–6, 3–6      |
| Перемога  | 5.   | 2 серпня 1981     | Сан-Дієго, USA                             | Тверде     | Кеті Джордан        | Розмарі Касалс Пем Шрайвер                  | 6–1, 2–6, 6–4 |
| Поразка   | 8.   | 23 серпня 1981    | Мастерс Канада                             | Тверде     | Енн Сміт            | Мартіна Навратілова Пем Шрайвер             | 6–7, 6–7      |
| Поразка   | 9.   | 30 серпня 1981    | Mahwah, New Джерсі, USA                    | Тверде     | Бетті Стеве         | Розмарі Касалс Венді Тернбулл               | 2–6, 1–6      |
| Поразка   | 10.  | 27 вересня 1981   | Атланта, Грузія, USA                       | Тверде     | Розмарі Касалс      | Лора Дюпонт Бетсі Нагелсен                  | 4–6, 5–7      |
| Поразка   | 11.  | 22 листопада 1981 | Перт, Австралія                            | Трава      | Бетсі Нагелсен      | Барбара Поттер Шерон Волш                   | 4–6, 2–6      |
| Перемога  | 6.   | 16 травня 1982    | Lugano, Швейцарія                          | Ґрунт      | Пола Сміт           | Джоанн Расселл Вірджинія Рузіч              | 6–2, 6–4      |
| Перемога  | 7.   | 22 серпня 1982    | Canadian Open                              | Тверде     | Мартіна Навратілова | Barbara Potter Шерон Волш                   | 6–4, 6–4      |
| Поразка   | 12.  | 24 жовтня 1982    | Фільдерштадт, Західна Німеччина            | Килим (i)  | Енн Сміт            | Мартіна Навратілова Пем Шрайвер             | 2–6, 3–6      |
| Перемога  | 8.   | 12 грудня 1982    | Ричмонд (Вірджинія), USA                   | Килим (i)  | Розмарі Касалс      | Джоанн Расселл Вірджинія Рузіч              | 6–3, 6–4      |
| Поразка   | 13.  | 19 грудня 1982    | Іст-Ратерфорд, USA                         | Тверде (i) | Пола Сміт           | Мартіна Навратілова Пем Шрайвер             | 4–6, 5–7      |
| Поразка   | 14.  | 14 лютого 1983    | Індіанаполіс, USA                          | Тверде (i) | Розалін Феербенк    | Лі Антонопліс Кеті Джордан                  | 7–5, 4–6, 5–7 |
| Перемога  | 9.   | 6 березня 1983    | Нашвілл, USA                               | Тверде     | Розалін Феербенк    | Алісія Молтон Пола Сміт                     | 6–4, 7–6      |
| Перемога  | 10.  | 14 березня 1983   | Піттсбург, Pennsylvania, USA               | Килим (i)  | Пола Сміт           | Івона Кучиньська Трей Льюїс                 | 6–2, 6–2      |
| Перемога  | 11.  | 10 квітня 1983    | Hilton Head, South Carolina, USA           | Ґрунт      | Мартіна Навратілова | Andrea Jaeger Пола Сміт                     | 6–2, 6–3      |
| Перемога  | 12.  | 17 квітня 1983    | Амелія (острів), USA                       | Ґрунт      | Розалін Феербенк    | Гана Мандлікова Вірджинія Рузіч             | 6–4, 6–2      |
| Перемога  | 13.  | 5 червня 1983     | French Open                                | Ґрунт      | Розалін Феербенк    | Кеті Джордан Енн Сміт                       | 5–7, 7–5, 6–2 |
| Поразка   | 15.  | 21 серпня 1983    | Canadian Open                              | Тверде     | Розалін Феербенк    | Енн Гоббс Andrea Jaeger                     | 4–6, 7–5, 5–7 |
| Поразка   | 16.  | 28 серпня 1983    | Mahwah, New Джерсі, USA                    | Тверде     | Розалін Феербенк    | Джо Дьюрі Шерон Волш                        | 6–4, 5–7, 3–6 |
| Поразка   | 17.  | 11 вересня 1983   | Відкритий чемпіонат США з тенісу           | Тверде     | Розалін Феербенк    | Мартіна Навратілова Пем Шрайвер             | 7–6, 1–6, 3–6 |
| Перемога  | 14.  | 25 вересня 1983   | Richmond, Virginia, USA                    | Килим (i)  | Розалін Феербенк    | Кеті Джордан Barbara Potter                 | 6–7, 6–2, 6–1 |
| Перемога  | 15.  | 30 жовтня 1983    | Filderstadt, Західна Німеччина             | Килим (i)  | Мартіна Навратілова | Вірджинія Рузіч Катрін Танв'є               | 6–2, 6–1      |
| Перемога  | 16.  | 13 листопада 1983 | Ginny Championships, USA                   | Килим (i)  | Розалін Феербенк    | Лі Антонопліс Кеті Джордан                  | 5–7, 7–5, 6–3 |
| Перемога  | 17.  | 9 січня 1984      | Nashville, Tennessee, USA                  | Тверде (i) | Шеррі Екер          | Мері-Лу Деніелс Пола Сміт                   | 5–7, 7–6, 7–6 |
| Поразка   | 18.  | 22 січня 1984     | Денвер, Colorado, USA                      | Тверде (i) | Sherry Acker        | Енн Гоббс Марселла Мескер                   | 2–6, 3–6      |
| Поразка   | 19.  | 18 березня 1984   | Палм-Біч (Флорида), USA                    | Ґрунт      | Розалін Феербенк    | Бетсі Нагелсен Енн Вайт                     | 2–6, 2–6, 2–6 |
| Перемога  | 18.  | 20 травня 1984    | German Open, Західна Німеччина             | Ґрунт      | Енн Гоббс           | Kathy Horvath Вірджинія Рузіч               | 6–3, 4–6, 7–6 |
| Перемога  | 19.  | 14 жовтня 1984    | Токіо, Японія                              | Тверде     | Бетсі Нагелсен      | Емілсе Лонго Адріана Віллагран              | 6–3, 6–2      |
| Поразка   | 20.  | 25 лютого 1985    | Окленд (Каліфорнія), USA                   | Килим (i)  | Розалін Феербенк    | Гана Мандлікова Венді Тернбулл              | 6–4, 5–7, 1–6 |
| Перемога  | 20.  | 29 квітня 1985    | San Diego, California, USA                 | Тверде     | Венді Тернбулл      | Розалін Феербенк Сьюзен Лео                 | 6–4, 6–0      |
| Поразка   | 21.  | 24 листопада 1985 | Сідней, Австралія                          | Трава      | Розалін Феербенк    | Гана Мандлікова Венді Тернбулл              | 6–3, 6–7, 4–6 |
| Перемога  | 21.  | 15 грудня 1985    | Окленд (Нова Зеландія), Нова Зеландія      | Трава      | Енн Гоббс           | Лі Антонопліс Adriana Villagrán             | 6–1, 6–3      |
| Перемога  | 22.  | 26 січня 1986     | Вічита, USA                                | Килим (i)  | Кеті Джордан        | Джоанн Расселл Енн Сміт                     | 6–3, 6–7, 6–3 |
| Перемога  | 23.  | 9 березня 1986    | Герші (Пенсільванія), USA                  | Тверде     | Енн Сміт            | Сенді Коллінз Кім Сендс                     | 7–6, 6–1      |
| Перемога  | 24.  | 5 жовтня 1986     | Новий Орлеан, USA                          | Килим (i)  | Енн Сміт            | Світлана Пархоменко Лариса Савченко-Нейланд | 6–3, 3–6, 6–3 |
| Поразка   | 22.  | 2 листопада 1986  | Індіанаполіс, USA                          | Тверде (i) | Енн Сміт            | Зіна Гаррісон Лорі Макніл                   | 5–4 ret.      |
| Поразка   | 23.  | 5 квітня 1987     | Чарлстон (Південна Кароліна), USA          | Ґрунт      | Мерседес Пас        | Лаура Гільдемейстер Tine Scheuer            | 4–6, 4–6      |
| Перемога  | 25.  | 7 серпня 1988     | Цинциннаті, Ohio, USA                      | Тверде     | Бет Герр            | Ліндсі Бартлетт Гелен Келесі                | 4–6, 7–6, 6–1 |
| Перемога  | 26.  | 9 жовтня 1988     | New Orleans, USA                           | Тверде     | Beth Herr           | Лорі Макніл Бетсі Нагелсен                  | 6–4, 6–4      |